# Ylä-Sallaajärvi
Ylä-Sallaajärvi är en sjö i kommunen Jyväskylä i landskapet Mellersta Finland i Finland. Den är 17 meter djup. Arean är 37 hektar och strandlinjen är 4,87 kilometer lång. Sjön  ingår i Kymmene älvs huvudavrinningsområde.   Den ligger nära Jyväskylä och omkring 230 kilometer norr om Helsingfors. 